# Dendronephthya suesiana
Dendronephthya suesiana is een zachte koraalsoort uit de familie Nephtheidae. De koraalsoort komt uit het geslacht Dendronephthya. Dendronephthya suesiana werd in 1907 voor het eerst wetenschappelijk beschreven door Thomson & Macqueen. 